# دانيال جاي شي
دانيال جاي شي (بالإنجليزية: Daniel J. Shea)‏ هو جندي أمريكي، ولد في 29 يناير 1947 في East Norwalk ‏ في الولايات المتحدة، وتوفي في 14 مايو 1969 في محافظة كوانغ تشي في فيتنام.